# A Ten-Karat Hero
Pour plus de détails, voir Fiche technique et Distribution.
A Ten-Karat Hero est un film muet réalisé par Dell Henderson et écrit par Edward Acker. Il est sorti le 7 octobre 1912 aux États-Unis.

## Fiche technique
- Titre : A Ten-Karat Hero
- Réalisation : Dell Henderson
- Scénario : Edward Acker
- Studio de production : Biograph Company
- Distribution : The General Film Company
- Pays : États-Unis
- Format : Noir et blanc - 1,37:1 - Format 35 mm
- Langue : film muet intertitres anglais
- Genre : Comédie
- Durée : ½ bobine
- Date de sortie : 
  - États-Unis 7 octobre 1912

## Distribution
Source principale de la distribution :
- Edward Dillon  : Zeke Thompson
- Charles Murray  : la brute
- John T. Dillon  : personne dans la foule
- Florence Lee  : personne dans la foule
- Jack Pickford : personne dans la foule